# Günter Liebold

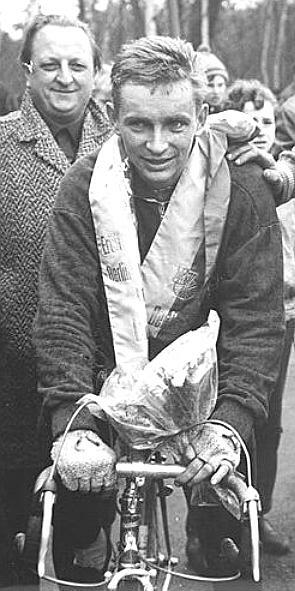
Liebold 1966 als Sieger von Berlin–Bad Freienwalde–Berlin

Günter Liebold (* 12. September 1943 in Werdau) ist ein ehemaliger deutscher Radrennfahrer, der in den 1960er Jahren in der DDR aktiv war. 1959 bestritt er sein erstes Radrennen im Verein Dynamo Zwickau. In der Jugendklasse konnte er insgesamt 35 Siege erringen, darunter die DDR-Jugendmeisterschaft 1961. Er beendete seine Laufbahn 1968.
Er arbeitete ursprünglich als Landwirt, später als Funkmechaniker bei Sternradio Berlin. Sein Spitzname lautet „John“.
Liebold war Mitglied des zentralen Sportklubs der DDR-Sicherheitsorgane SC Dynamo Berlin. Während seiner Laufbahn startete er sowohl bei Straßen- als auch bei Querfeldeinrennen. Mehrfach wurde er als Mitglied der DDR-Nationalmannschaft bei internationalen Rennen im Ausland eingesetzt, so zum Beispiel beim Einzelwettbewerb der Straßen-Weltmeisterschaft 1965, wo er allerdings als schlechtester von sechs DDR-Fahrern nur 68. wurde. Ein besseres Ergebnis erzielte er als 12. unter 42 gewerteten Akteuren bei der 1965er Österreich-Rundfahrt.
Ein Jahr später begannen seine Erfolge im Querfeldeinfahren (nachdem er bereits als Jugendfahrer erfolgreich Querfeldeinrennen bestritten hatte). Er wurde DDR-Meister 1966, landete 1967 auf dem zweiten Platz und gewann 1968 erneut die Querfeldeinmeisterschaft. 1967 startete letztmals eine Auswahl der DDR zu Weltmeisterschaften im Querfeldeinrennen. Günter Liebold war in Zürich am Start und wurde 45.
Parallel dazu verbuchte er seine ersten Siege auf der Straße. Er gewann 1964 und 1966 den DDR-Frühjahrsklassiker Berlin–Bad Freienwalde–Berlin, 1966 in der Schweiz den Großen Preis von Lancy. 1965 und 1966 siegte er im Eintagesrennen Rund um Langenau. In seinem letzten erfolgreichen Jahr siegte er 1967 beim Straßenrennen Rund um Berlin und wurde bei der DDR-Meisterschaft im Straßeneinzelrennen Dritter. Bei seinem letzten bekannt gewordenen Auslandseinsatz wurde er ebenfalls 1967 15. der Polen-Rundfahrt. Bei der DDR-Rundfahrt erzielte er 1965 der 19. Platz, 1966 wurde er 18., 1967 21.